# Ennedi Ouest (province)
Pour les articles homonymes, voir Ennedi.
L'Ennedi Ouest est une des 23 provinces du Tchad dont le chef-lieu est Fada. Elle a été créée le 4 septembre 2012 par démembrement de la région Ennedi. Elle compte 6 départements.
Son gouverneur est GOUKOUKONI ALLATCHI TCHOUBOUGOU.
- Province de l'ENNEDI OUEST compte six(6) députes par département

-département de fada député Monsieur MAHAMAT BOLOKI KEBIR
-département de kalait député Mne AMSADENE MAIDE HANGATTA
-département de l'ac d'ouniangua Monsieur MOUSSA HAMIDI ELIMY 
-département de gouro Monsieur FOUZARI DJIMY MOLLO
-département de TORBOUL député Mne FATIME ISSA ANGRI
-département de TEBI Monsieur ABBAS KHAMIS OUMAR

## Situation
La région est située au nord-ouest du pays, elle est frontalière avec la Libye.
|        | Al-Koufrah   |            |
| Borkou | Ennedi Ouest | Ennedi Est |
|        | Wadi Fira    |            |

## Subdivisions
La province de l'Ennedi Ouest est divisée en 6 départements :
| Province     | Chef-lieu | Département  | Chef-lieu      | Communes                                          |
| ------------ | --------- | ------------ | -------------- | ------------------------------------------------- |
| Ennedi Ouest | Fada      | Fada         | Fada           | Fada, Oyi, Archi                                  |
| Ennedi Ouest | Fada      | Lac-Ounianga | Ounianga-Kebir | Ounianga-Kebir, Ounianga-Serir, Ouadi-Doum , Dimi |
| Ennedi Ouest | Fada      | Gouro        | Gouro          | Gouri                                             |
| Ennedi Ouest | Fada      | Mourtcha     | Kalait         | Kalait, Wargala, Oula                             |
| Ennedi Ouest | Fada      | Tebi         | Tebi           | Tebi                                              |
| Ennedi Ouest | Fada      | Wadi Torbol  | Torbol         | Torbol                                            |

## Culture

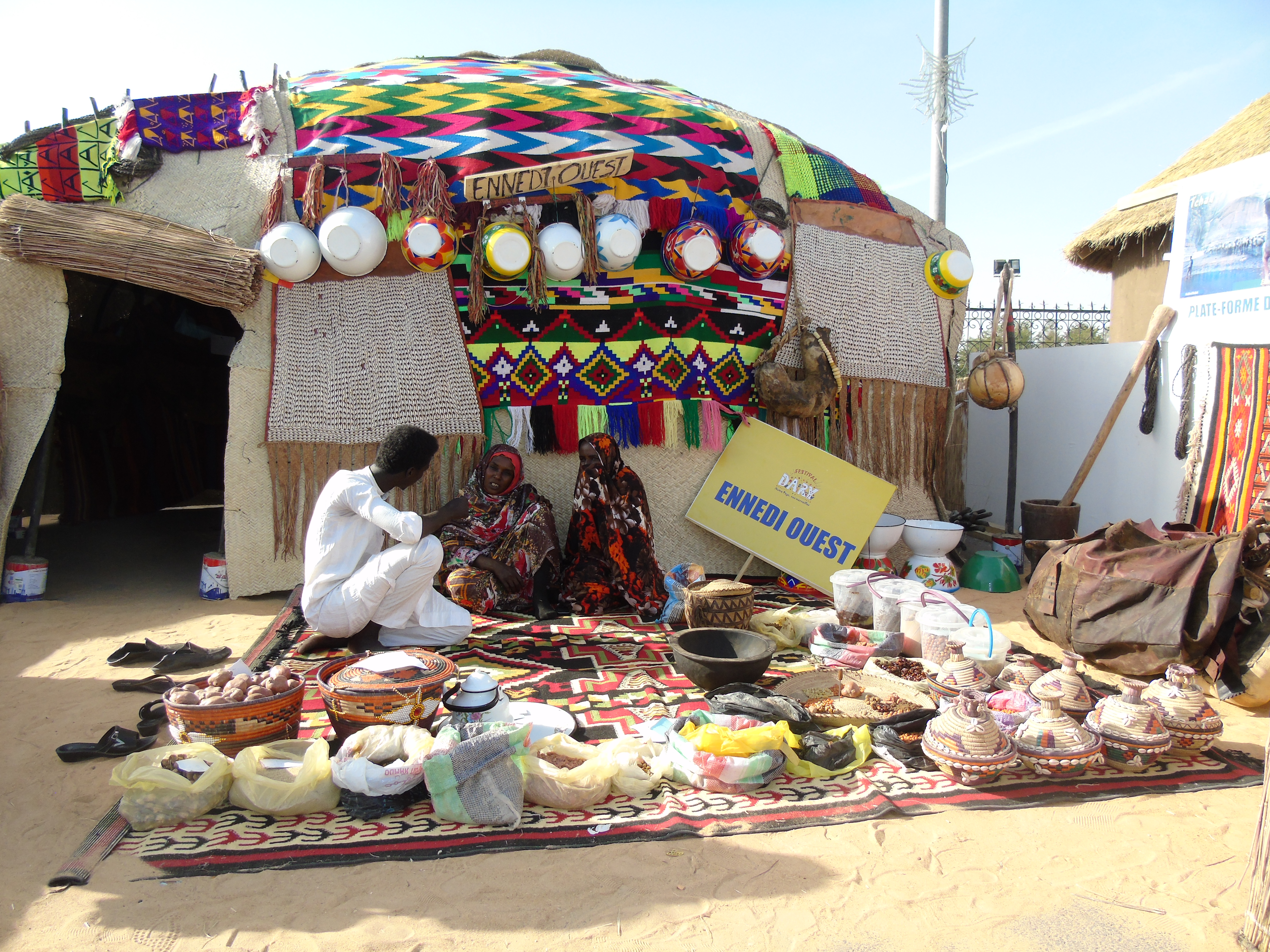
Habitation traditionnelle et artisanat.
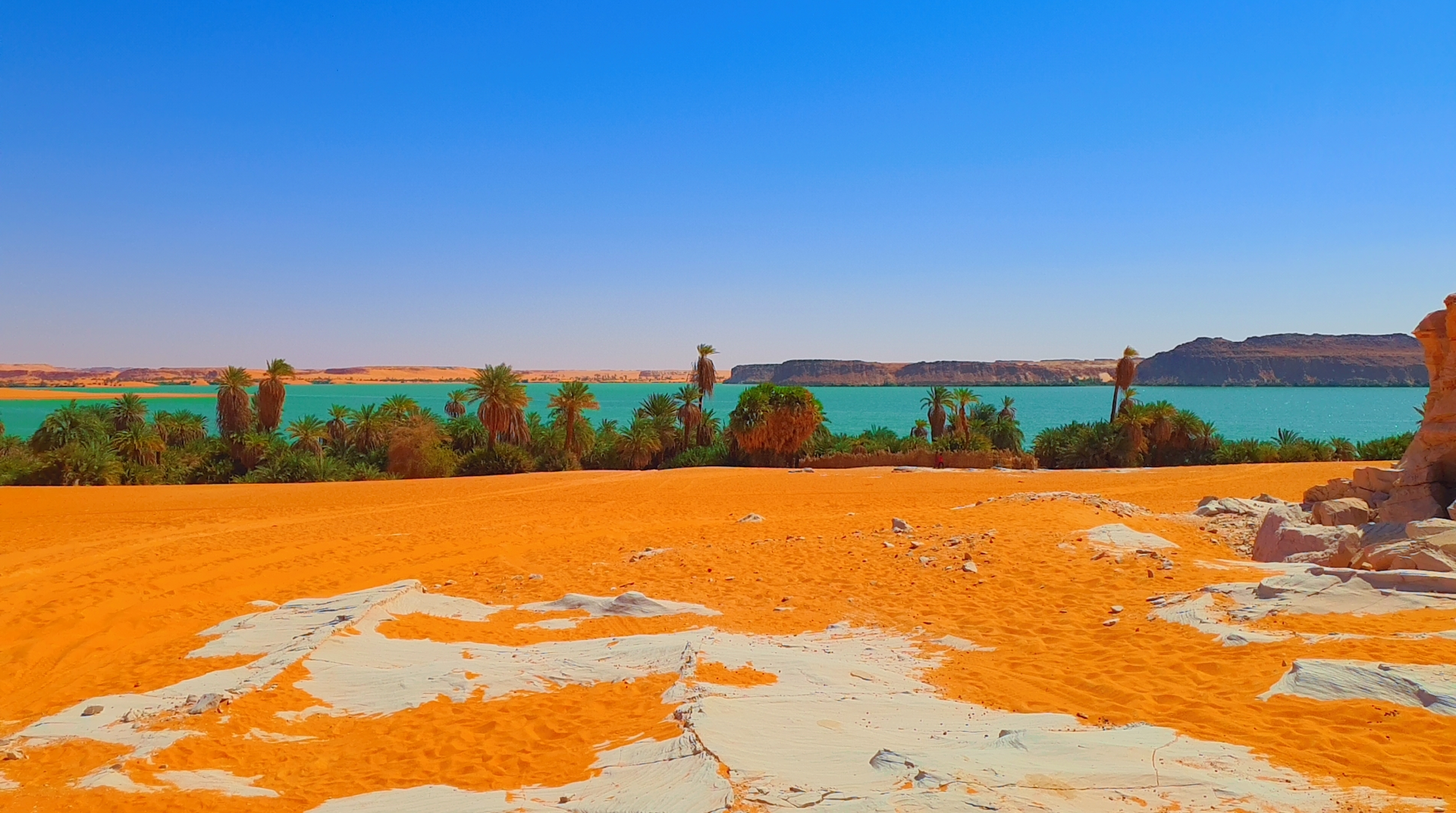